# Discovery Bay (Washington)
Discovery Bay es un área no incorporada ubicada en el condado de Jefferson en el estado estadounidense de Washington.

## Geografía
Discovery Bay se encuentra ubicado en las coordenadas 47°59′24″N 122°53′31″O / 47.99000, -122.89194.